# مهندسی پلیمر
مهندسی پلیمر (به انگلیسی: Polymer engineering) نسبت به رشته‌های مهندسی دیگر تقریباً جوان است و شکوفایی آن از زمان جنگ جهانی دوم آغاز شده‌است. اما به دلیل کاربرد روزافزون پلیمر در صنایع مختلف، این رشته به سرعت رشد کرده و امروزه جزو یکی از رشته‌های مهم کشورهای صنعتی پیشرفته می‌باشد.(Sex)
هدف رشته مهندسی صنایع پلیمر تولید کلیه محصولات پلیمری از قبیل لاستیک، پلاستیک، الاستومر، چسب‌ها، رزین و سایر مواد مورد نیاز صنعت است. برای مثال طراحی و تولید تایر ماشین در صنایع لاستیک، لوله‌های پلی‌اتیلن در صنایع پلاستیک و انواع #الیاف شیشه فایبرگلاس‌ها در کامپوزیت به یاری متخصصان مهندسی صنایع پلیمر انجام می‌گیرد یا حتی در این رشته شکل‌دهی رزین‌ها نیز مطرح است که برای مثال می‌توان به ساخت ملامین اشاره کرد. حتی کیسه‌های پلاستیکی و روکش ظروف نچسب (تفلون) از مواد پلیمری می‌باشند. در واقع در رشته مهندسی صنایع پلیمر هر آنچه که به این مواد بر می‌گردد، مورد مطالعه و بررسی قرار می‌گیرد. البته پلیمرها فقط کاربرد صنعتی ندارند بلکه کاربرد پزشکی نیز دارند. مثلاً اگر کشکک زانوی یک نفر آسیب ببیند و ترمیم آن امکان‌پذیر نباشد، شبیه به همان کشکک زانو را با مواد پلیمری درست می‌کنند و بر روی زانو قرار می‌دهند یا دندان مصنوعی و لنزهای چشمی همه از مواد پلیمری ساخته می‌شوند که به این مواد پلیمری «پلیمرهای زیستی» می‌گویند.
فرصت‌های شغلی:
در صنعت پوشاک پلیمرها در تولید پاپوش‌ها، تن‌پوشها و کف‌پوش‌ها بسیار مؤثر هستند. در صنایع حمل و نقل زمینی (خودروسازی، قطار و …)، هوایی (هواپیما و بالگرد) و دریایی (کشتی‌ها و …) پلیمرها حضوری چشمگیر دارند، و بالاخره در صنایع نظامی، پزشکی، کشاورزی و بسته‌بندی کاربرد مواد پلیمری بسیار گسترده‌است. بدر صنعت پوشاک نیز پلیمرها در تولید پاپوش‌ها، تن‌پوشها و کف‌پوش‌ها بسیار مؤثر هستند. در صنایع حمل و نقل زمینی (خودروسازی، قطار و …)، هوایی (هواپیما و بالگرد) و دریایی (کشتی‌ها و …) پلیمرها حضوری چشمگیر دارند، و بالاخره در صنایع نظامی، پزشکی، کشاورزی و بسته‌بندی کاربرد مواد پلیمری بسیار گسترده‌است. با توجه به کاربرد وسیع پلیمرها در صنایع، فارغ‌التحصیلان این رشته توانایی‌های کافی در زمینه‌های ایجاد و برنامه‌ریزی واحدهای تولیدی تبدیل پلیمر خام به مواد مصرفی و اشتغال در مجتمع‌های بزرگ تولید پلیمر خواهند داشت.
همچنین انجمن علمی دانشکدهٔ پلیمر و رنگ دانشگاه صنعتی امیرکبیر با ایجاد ایده بازار مهندسی پلیمر، اقدام به جمع‌آوری ایده‌های سودآور در زمینهٔ پلیمر نموده‌است. در این طرح ایده‌های برتر از لحاظ سودآوری از حمایت مالی دانشگاه برخوردار می‌شوند.

## دروس تخصصی مهندسی پلیمر- صنایع پلیمر
از دروس اصلی مهندسی پلیمر می‌توان از موازنه انرژی و مواد، مکانیک سیالات، انتقال جرم و حرارت، شیمی و سینتیک پلیمریزاسیون، فرایندهای پلیمریزاسیون، مهندسی پلاستیک، تکنولوژی الیاف مصنوعی و تکنولوژی کامپوزیت‌ها نام برد.
رئولوژی پلیمرها: سیالات از جهت خواص و عکس‌العمل در برابر نیروی وارد به آن‌ها به گروه تقسیم می‌شوند گروه اول سیالات نیوتنی نامیده می‌شوند و گروه دوم سیالات غیر نیوتنی نام دارند. درس مکانیک سیالات، روابط خواص سیالات نیوتنی را بررسی می‌کند. از آن رو که پلیمرها جز سیالات غیر نیوتنی هستند در درس رئولوژی روابط خواص سیالات غیر نیوتنی از جمله پلیمرها مورد بررسی قرار می‌گیرد.
مهندسی الاستومر: برخی از مواد در اثر نیروی وارد به آن‌ها تغییر شکل داده پس از برداشتن نیرو مجدداً به حالت اولیه خود بر می‌گردند به این مواد الاستومر یا لاستیک می‌گوییم بخش عمده‌ای از مواد پلیمری دارای خاصیت الاستومری هستند که از جمله آن‌ها می‌توان به تایرهای اتومبیل واشرهای لاستیکی و لرزه گیرهای اتومبیل اشاره کرد مهندسان پلیمر با گذراندن این درس ضمن آشنا شدن با این‌گونه مواد با نحوه طراحی فرمولاسیون و ترکیب صحیح لاستیک‌ها همچنین با فرایندهای ساخت، پخت و شکل‌دهی الاستومرها آشنا می‌شوند.
مهندسی پلاستیک: در مقابل لاستیک‌ها گونه دیگری از مواد پلیمری وجود دارند که بر اثر اعمال نیرو تغییر شکل می‌دهند و اگر میزان نیروی وارد شده بیش از حد مقاومت آن‌ها باشد دیگر با حذف نیرو به حالت اولیه خود بازنمی‌گردند. به این مواد پلاستیک می‌گویند. انواع مواد پلاستیکی را می‌توانیم در اطراف خود مشاهده کنیم. در این درس دانشجویان ضمن آشنایی با این مواد و خواص آن‌ها با نحوه تهیه پخت پلاستیکها آشنا می‌شوند.
تکنولوژی کامپوزیت‌ها: گاهی پلیمرها به تنهایی خواص مطلوب را برای هدف مورد نظر ندارند. در این‌گونه مواقع با اضافه کردن مواد خاصی شرایط مطلوب حاصل می‌شود کامپوزیت‌ها موادی هستند که از ترکیب فیزیکی یک یا چند ماده به پلیمرها حاصل می‌گردند. از این‌گونه مواد می‌توان به فایبر گلاس‌ها اشاره کرد در این درس دانشجویان با انواع کامپوزیت‌ها روش‌های ساخت و خواص فیزیکی و مکانیکی آن‌ها آشنا می‌شوند.
تکنولوژی و خواص فیزیکی الیاف: الیاف که عمدتاً به صورت مصنوعی ساخته می‌شوند گاهی دارای منابع طبیعی بوده از الیاف طبیعی ساخته می‌شوند و گاهی از مواد شیمیایی به دست می‌آیند. در این درس دانشجویان ضمن آشنایی با انواع الیاف پلیمری خواص و نحوه ساخت آن‌ها را نیز فرا می‌گیرند.
لازم است ذکر شود رشته مهندسی شیمی تا حدودی واحدهای مشترک با این رشته دارد.
گفتنی است نباید رشته مهندسی پلیمر- صنایع پلیمر را که در دفترچه راهنمای آزمون ورودی تحصیلات تکمیلی با کد ۱۲۸۶ مشخص گردیده‌است، با مهندسی پلیمر- صنایع رنگ کد۱۲۵۵ که آن هم جزو رشته‌های شناور است یک رشته با دو گرایش مختلف دانست.
مواد امتحانی و ضرایب دروس در رشته مهندسی پلیمر- صنایع پلیمر:
۱) زبان عمومی و تخصصی با ضریب۳
۲) شیمی پلیمر (شیمی پلیمر، اصول مهندسی پلیمریزاسیون) با ضریب۲
۳) ریاضیات مهندسی با ضریب ۳
۴) تکنولوژی پلیمر (الاستومر، پلاستیک، کامپوزیت) با ضریب۲
۵) شیمی فیزیک پلیمرها خواص فیزیکی و مکانیکی پلیمرها با ضریب۳
۶) پدیده‌های انتقال (رئولوژی، انتقال حرارت، انتقال جرم) با ضریب۳
۷) کنترل فرایندهای پلیمری با ضریب۳
۸) مکانیک سیالات با ضریب ۳

## پلاستیک‌ها، الاستومرها و ترموپلاستیک الاستومرها

### پلاستیک‌ها
درگیری‌های فیزیکی همچون گره خوردگی‌های بین زنجیری (Entanglements) باعث عدم شارش زنجیرها می‌شود و نیروهای بین زنجیری مانند پیوندهای هیدروژنی این درگیری‌ها را تشدید می‌کنند و باعث مستحکم تر شدن ساختار ماده و بهبود خواص آن می‌شوند.
یک چنین ساختاری در ترموپلاستیک‌ها سبب می‌شود که ماده، توانایی ذوب شدن را داشته باشد و در نتیجه قابل بازیافت تلقی شود. دلیل این امرنیز ضعیف تربودن نیروهای بین زنجیری نسبت به نیروی کووالانسی درون زنجیری میان مونومرهای تشکیل دهندهٔ زنجیر پلیمر است که با افزایش دما می‌توانیم بر این نیروی بین زنجیری غلبه کرده و پلیمر را ذوب کنیم که این مسئله بیانگر فرایندپذیری آسان و همچنین وجود صرفهٔ اقتصادی است. پلیمرهای مشهوری چون PC , PMMA , PS، پلی پروپیلن، پلی اتیلن و… جزﺀ این خانواده هستند.

### الاستومرها
اما الاستومرها دارای اتصالات شیمیایی (کووالانسی) بین زنجیره‌های خود هستند:
چون نیروهای بین زنجیری همچون نیروهای درون زنجیری ازنوع کووالانسی است در نتیجه امکان ذوب شدن از ماده سلب شده و دیگرقابل بازیافت نیست.
ازطرفی فرایند کراسلینکینگ، فرایندی هزینه براست و شکل‌دهی الاستومرها سخت بوده و همواره با محدودیت‌هایی همراه می‌باشد ولی با تمام این وجود به دلیل خواص ویژه الاستومرها نیازمند کاربرد آن‌ها می‌باشیم و ترموپلاستیک‌ها نمی‌توانند این کاربردها را به خود اختصاص دهند.
رابرهای مشهوری چون NBR , SBR , BR , NR جزﺀ این خانواده می‌باشند. کاربرد الاستومرها منتج از Tg بسیارپایین آن‌ها است که درترموپلاستیک‌ها وجود ندارد و از طرفی الاستومرها بدون وجود اتصالات عرضی خواص کاربردی خود را ازدست می‌دهند و گفتیم که وجود این اتصال عرضی شیمیایی یعنی عدم توانایی درذوب کردن ماده و در نتیجه عدم توانایی در بازیافت آن.

### ترموپلاستیک الاستومرها
با توجه به معایب و مزایای پلاستیک‌ها و الاستومرها این فکر مطرح شد که باید الاستومرها را با اتصالات قابل ذوب با یکدیگر درگیر کرد که دردمای کاربرد خاصیت الاستومری را حفظ کرده و در دماهای بالا بتوان آن‌ها را ذوب کرد که ایجاد یک چنین رفتاری یعنی به وجود آوردن شرایط فرایندی پلاستیک‌ها برای الاستومرها همراه با حفظ خواص الاستومری. این ایجاد اتصال عرضی غیرشیمیایی مبنای به وجود آمدن علم ترموپلاستیک الاستومرها شد. تنیجه‌ای که این فکر دربرداشت، به وجود آوردن سیستم‌های چند فازی (Multi Phase Systems) بود که یک فاز آن شامل ماده یا موادی است که دردمای اتاق سخت (Hard) هستند که توانایی جریان پیدا کردن با حرارت دهی را دارند و فاز دیگر شامل ماده یا موادی نرم‌تر (Softer Material) که در دمای اتاق به صورت رابری (Rubber like) است تشکیل شده‌است.
این نکته را باید مد نظر داشته باشیم که بخش‌های Soft و Hard باید از نظر ترمودینامیکی ناسازگار باشند به‌طوری‌که در داخل یکدیگر حل نشوند بلکه همچون فازهای جداگانه عمل کنند و مورفولوژی خاصی را بپذیرند.
توجه به این نکته ضروری است که خواص ترموپلاستیک الاستومرها، شدیداً تحت تأثیرمشخصات مورفولوژیکی آن‌ها است.
بسته به نوع بخش‌های سخت و نرم، انواع ترموپلاستیک الاستومرها را تولید می‌کنند. خانواده هادی همچون:
1. TPE-U
2. TPE-S
3. TPE-E
4. TPE-A
5. TPE-O
6. TPE-V

که از شماره ۱ تا ۴ عضو گروه Block-Copolymers و شماره‌های ۵ و ۶ عضو گروه Polymer Blends می‌باشند.
اخیراً دو خانوادهٔ جدید به نام‌های radiation cross linked , TPE- Silicone که اولی جزﺀ گروه Block-Copolymers و دیگری Polymer Blends است نیز مطرح شده‌اند ولی هنوز گسترده نشده‌اند و مرسوم نیستند ولی پیش‌بینی می‌شود که به زودی جایگاه خود را به دست می‌آورند.
ازلحاظ Hardness نیز دامنهٔ آن‌ها در رنج Shore A 35 - Shore D 60 می‌باشد. آلیاژسازی پلیمرها جهت ساخت ترموپلاستیک پلیمرها یکی از اقدامات نوینی است که صورت گرفته‌است. بسیاری از صنایع پایین دستی پتروشیمی نیز در دنیا مشغول تولید این دسته از آلیاژهای پلیمری (پلی بلندها) هستند و کاربردهای ویژه‌ای بخصوص در صنعت خودرو و … را توسط این مواد جدید به وجود آورده‌اند (منبع: «فصل مقدمه» از پایان‌نامه کارشناسی ارشد نوشته شده توسط عمار قاسمیان عزیزی به راهنمایی پروفسور احمد عارف آذر)